# Virus de la polyédrose nucléaire
Espèce
Le virus de la polyédrose nucléaire (VPN) qui appartient au sous-groupe baculovirus est un virus qui affecte les insectes, surtout des papillons diurnes et nocturnes. Il a été utilisé en tant que pesticide pour les cultures infestées par les insectes sensibles. La commercialisation de ce pesticide viral est lent, car le virus est spécifique à l'individu ce qui le rend efficace que dans certaines circonstances.

## Description
La souche du virus lui-même est protégé dans une capside polygonale. Cela permet au virus d'infecter les cellules plus facilement, et aide à la reproduction du virus. Lorsque la capside est décomposé dans un hôte, les souches de virus sont libérées et commencent la reproduction. Une fois qu'il y a une accumulation importante de virus, les symptômes deviennent apparents.
Heliothis sp est un insecte ravageur cosmopolite attaquant au moins 30 aliments et fibres des plantes cultivées. Celui-ci a été contrôlé par l'application des VPN spécifique à Heliothis. En 1975, L'Agence de protection environnementale (EPA) américaine a enregistré des préparations à base de B.heliothis.

## Symptômes
Les symptômes sont :
- Décoloration (brune et jaune)
- Stress (Régurgitation)
- Décomposition (liquéfaction)
- Lethargie (mouvement plus lent à aucun mouvement. Refus de s'alimenter)

Le virus pénètre dans le noyau des cellules infectées, et se reproduit jusqu'à ce que la cellule est assimilé par le virus et produit des cristaux dans les fluides de l'hôte. Ces cristaux vont transférer le virus d'un hôte à un autre. L'hôte sera visiblement gonflé de liquide contenant le virus et finit par mourir - tournant noir avec une décomposition.

## Transmissibilité
Le virus est incapable d'affecter les êtres humains à la façon dont elle affecte les insectes comme les cellules sont à base d'acide, quand elle nécessite une cellule à base alcaline afin de se répliquer. Il est possible pour les cristaux de virus d'entrer dans les cellules humaines, mais pas au point de reproduire la maladie.
Il est transféré d'insecte à insecte sous forme de cristaux dans l'ensemble de leurs émissions corporelles. Comme le virus est dans la capside, il doit être détruit par le système digestif alcalin des insectes afin d'être libérés.
La mortalité des insectes infectés est proche de 100 %. L'eau de Javel et les ultra-violet permettent la destruction effective des virus.

## Applications
Lymantria dispar, est une menace sérieuse pour la forêt. Il a été contrôlée avec succès par baculovirus de la spongieuse, c'est-à-dire une préparations à base de VPN. D'autres ravageurs des arbres forestiers, tels que les espèces de tenthrède ( Neodiprion sertifer, N. lecontei, N. pratti pratti, etc), ont été contrôlées avec succès par leur VPN respectifs. Des VPN ont également été produits dans le commerce contre les nuisibles des brassicacées (tel que Trichoplusia) et ravageurs du cotonnier (Spodoptera litura) sous le nom BiotrolVTN et BiotrolVSE respectivement. Dernièrement, un e nouvelle préparation à baes de ce virus sera mise sur le marché américain contre Helicoverpa zea.